# 小束山手

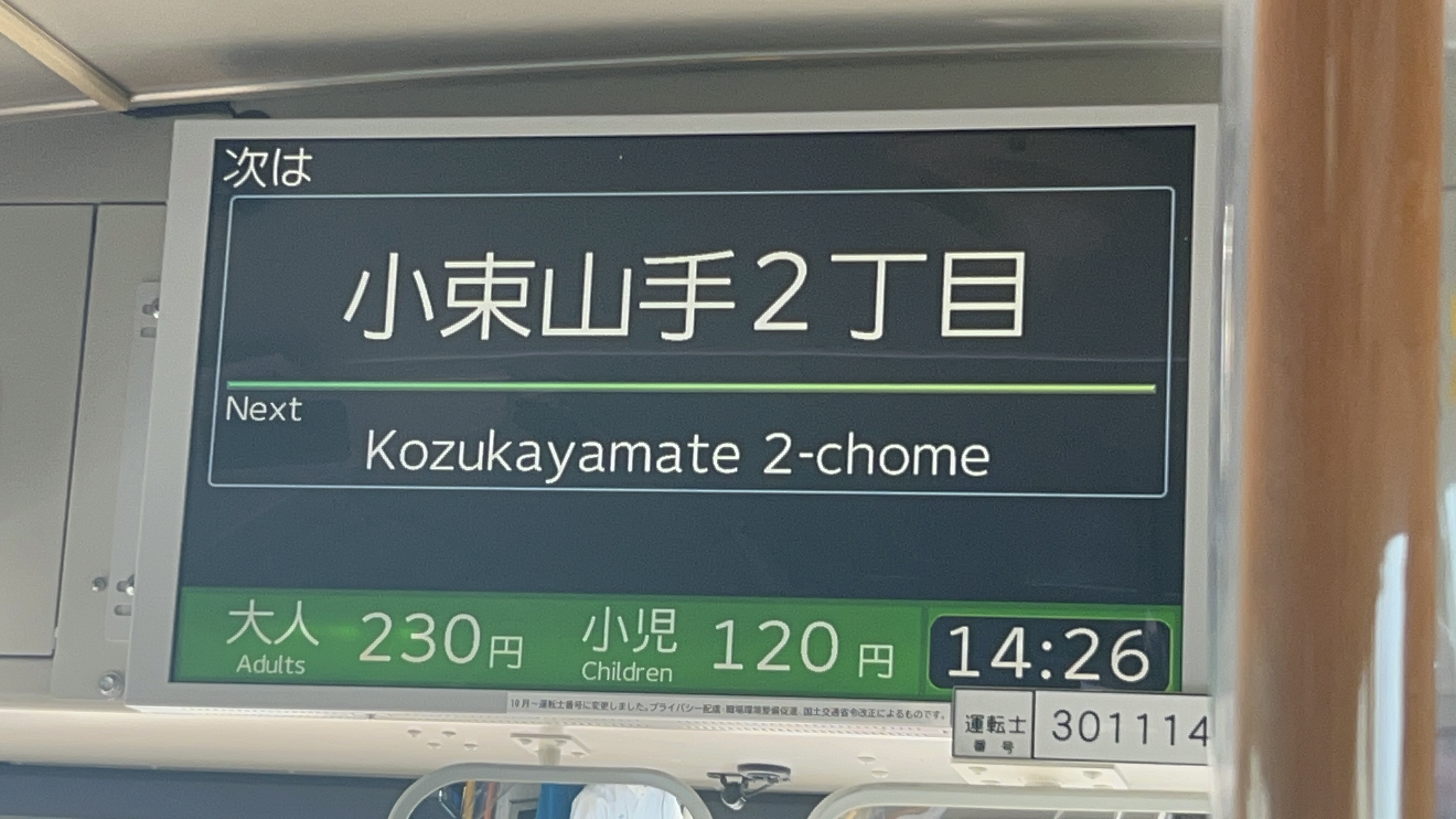
神戸市バス小束山手2丁目停留所案内

小束山手 (こづかやまて) は、兵庫県神戸市にある町丁。1丁目から3丁目まである。郵便番号は655-0009。

## 地理
東は学園東町、西は多聞町小束山・多聞町長坂、南は小束山、北は西区伊川谷町小寺と隣接している。

## 交通

### 鉄道
鉄道は走っていない。

### バス
| 系統 | 業者                | 起点   | 町内の停留所                                    | 終点   |
| ---- | ------------------- | ------ | ----------------------------------------------- | ------ |
| 56   | 神戸市バス 山陽バス | (環状) | (小束山)-小束山手1丁目-小束山手2丁目-(学園西町) | (環状) |

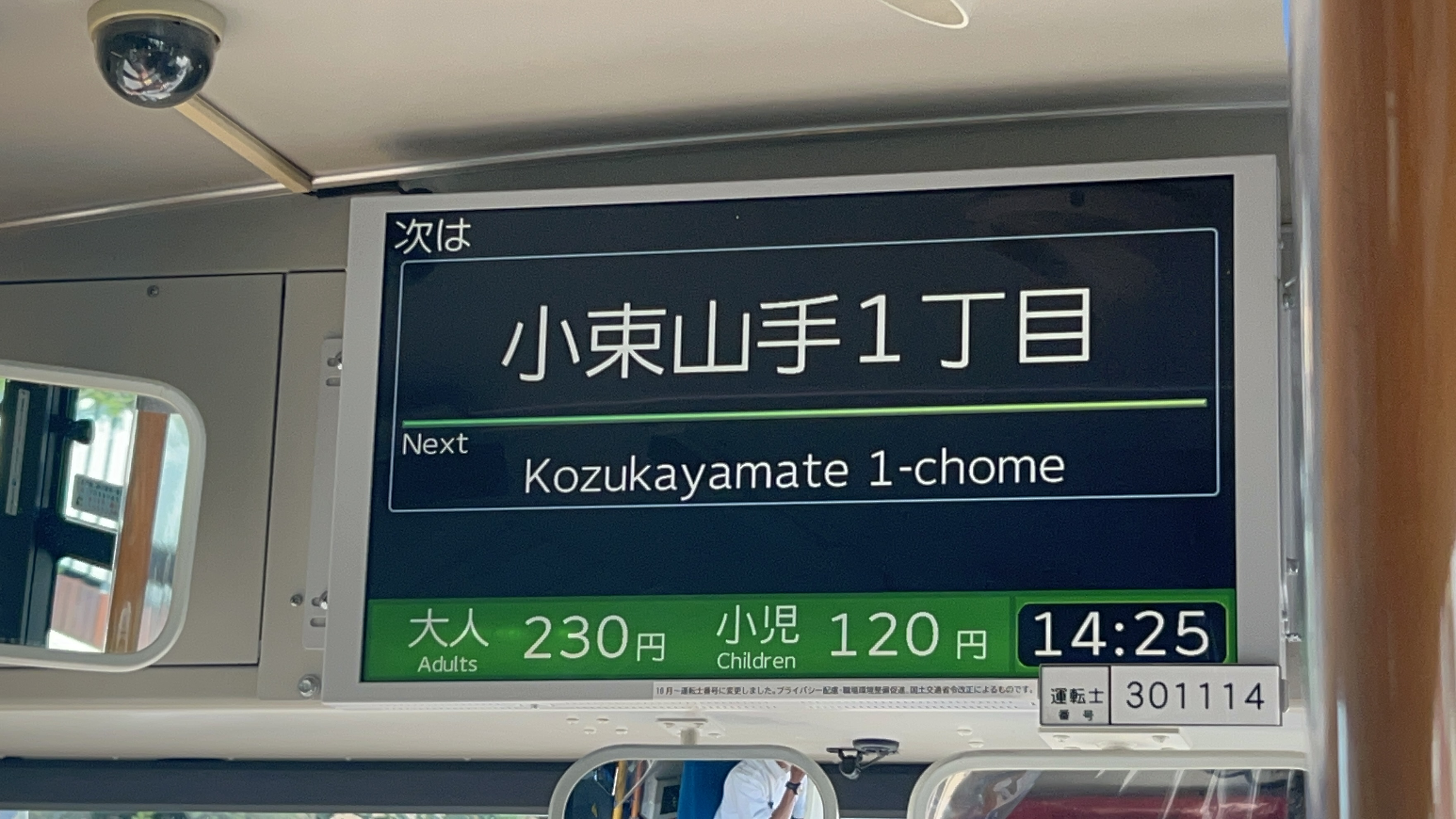
神戸市バス小束山手1丁目停留所案内

## 校区
出典:
| 丁目 | 区域 | 小学校       | 中学校       |
| ---- | ---- | ------------ | ------------ |
| 1    | 全域 | 小束山小学校 | 多聞東中学校 |
| 2    | 全域 | 小束山小学校 | 多聞東中学校 |
| 3    | 全域 | 小束山小学校 | 多聞東中学校 |

## 施設

### 1丁目
- 高塚山展望台
- たかつか保育園
- 小束山手小公園
- 小束山手中公園
- 小束山手東公園
- 小束山手西公園

### 2丁目
- ブランチ神戸学園都市
- スーパーマルハチ 学園南店
- DAISO ブランチ神戸学園都市店
- ユニクロ  神戸学園都市店
- ABCマート 神戸学園都市店

### 3丁目
- 小束山手南公園